# Битва при Ре (1177)
Битва при Ре 1177 года (норв. Slaget på Re 1177) — битва, состоявшаяся в январе 1177 года при Рамнесе в Вестфолле. Одно из важнейших сражений эпохи гражданских войн в Норвегии, завершившееся победой короля Магнуса Эрлингссона над биркебейнерами. Претендент на трон Эйстейн Мейла, бросивший вызов власти Эрлингссона, был убит. Впоследствии новым лидером биркебейнеров и претендентом на трон стал Сверрир Сигурдссон.

## Предыстория
Продолжительная серия гражданских войн, начавшаяся после смерти Сигурда Крестоносца в 1130 году, привела к длительной раздробленности в среде норвежской аристократии. Различные круги элиты пытались обеспечить свои интересы и привилегии через поддержку отдельных кандидатов на престол. После битвы при Секкене 1162 года и первой битвы при Ре 1163 года, которая завершила братскую войну из борьбы за трон вышли победителями военачальник Эрлинг Скакке и его сын, молодой король Магнус Эрлингссон. Проигравшая сторона, поддерживавшая Сигурда Воспитанника Маркуса, организовала новое восстание в Эстланне. На границе со Швецией и на периферии основных норвежских населённых пунктов нашлось множество вооружённых людей, собиравшихся в банды. Часть этих людей служила Сигурду до его смерти в 1163 году, а затем присоединилась к очередному претенденту на трон — Олаву Несчастье.
Первое восстание против Эрлинга Скакке пришлось на 1164—1169 годы и совпало с датско-норвежской войной за владение Викеном. При поддержке датского короля Вальдемара повстанцы заложили в Западной Швеции ряд снабженческих баз для противостояния местной знати, вследствие чего пограничные территории Эстланна на многие годы перешли под надёжный контроль восставших. В то же время в Эстланне выросло недовольство королевской властью. Приближённые короля во главе с Эрлингом Скакке и Церковью обложили население такими высокими налогами, что число бедняков в регионе резко увеличилось. В 1174 году начались новые волнения, спровоцированные претендентом на трон Эйстейном Мейлой, который, предположительно, был сыном Эйстейна Харальдссона. У Эйстейна в подчинении было войско, состоявшее из бывших людей Олава Несчастье, а также некоторых крестьян и бедняков. Эти люди стали известны как биркебейнеры (норв. birkebeinerne; дословно — «берёзовоногие»), так как многие из них были настолько бедны, что обматывали ноги берестой.
Биркебейнеры и другие повстанцы добились того, что король не мог взять под контроль весь Эстланн. За последующие два года биркебейнеры усилили свои позиции. 8 сентября 1176 года в Нидаросе ими было совершено убийство знатного лендманна, вследствие чего король потерял контроль над Трёнделагом и был вынужден начать бороться с повстанцами в Эстланне.
Эйстейн Мейла, в свою очередь, после убийства лендманна хотел объединить Трёнделаг с Эстланном. Взяв с собой многих трёндских воинов, он пошёл на юг, к Оппланну, затем в Рингерике через Тотен и Хаделанн и далее в сторону Тёнсберга, со взятием которого весь Викен перешёл бы под контроль биркебейнеров. Когда новость о наступлении войска Эйстейна и о провозглашении его королём в Трёнделаге дошла до короля Магнуса и Эрлинга Скакке, они сразу же отправили в Тёнсберг армию под предводительством Орма Иварссона, двоюродного брата Инге Горбуна. Войско прибыло в Тёнсберг после Рождества. В январе 1177 года Магнус и Орм узнали, что объединённая трёдско-эстланнская армия Эйстейна Мейлы направляется в Ре в Рамнесе и потому пошли со своим войском на север, навстречу повстанцам.

## Ход битвы
Битва при Ре 1177 года является одной из наиболее хорошо задокументированных периода гражданских войн. Её описание содержится в «Саге о Магнусе Эрлингссоне» из «Круга Земного» и в саге «Красивая кожа», которые были написаны в то время, когда ещё были живы люди, принимавшие участие в сражении. Поэтому считается, что эти саги содержат относительно точное описание событий, так как являются скорее «рассказом о настоящем», чем «рассказом о прошлом».
Когда Орм и Магнус прибыли на ферму Рамнес, они увидели вдали биркебейнеров, которые ещё не успели построиться для атаки. Благодаря этому Орм успел подготовить поле битвы перед Рамнесом. На улице стоял сильный мороз и на полях лежало много снега. Орм приказал утрамбовать снег на полях по обе стороны от широкой дороги, которая вела на север, откуда армия Эйстейна должна была двинуться на Тёнсберг. Самые сильные отряды Орма были сконцентрированы прямо у дороги, между двумя утрамбованными полями.
Биркебейнеры имели преимущество в численности и рассчитывали, что могли бы победить королевскую армию лишь за счёт этого. В то же время снег был настолько глубоким, что биркебейнеры могли эффективно атаковать лишь идя по дороге. Поэтому Эйстейн смог атаковать войско Орма только передней частью своей колонны и лишился возможности воспользоваться численным превосходством своей армии. Когда биркебейнеры двигались вдоль дороги, они были атакованы с флангов отрядами, спрятавшимися на подготовленных полях по обе стороны от дороги. Биркебейнеры попытались вытянуться в фюлькинг, но не смогли, так как из-за глубокого снега воины, шедшие по бокам дороги, не могли держаться рядом с передней частью колонны и как следует атаковать и потому стали лёгкой целью для королевских воинов.
По традиции Эйстейн Мейла шёл в передней части своего войска и нёс знамя, но быстро оказался в неудачном положении. Передние ряды его армии были атакованы с обоих флангов. Лишь малая часть биркебейнеров могла сражаться как следует, в то время как у людей короля было преимущество в расположении, снаряжении и тренировке. Биркбейнеры, увязшие в глубоком снегу, стали лёгкими мишенями для королевских лучников. Колонна биркебейнеров становилась всё уже по мере того как воины Орма постепенно уничтожали передние ряды и оттесняли их назад.
Сужение колонны стало начало катастрофы для войска биркебейнеров. Многие были растоптаны воинами короля или просто беспощадно убиты. Эйстейн Мейла бежал с поля боя, а его войско впало в панику и стало быстро отступать. В скором времени дорога превратилась в кучу из сотен трупов. Ещё больше биркебейнеров было убито при отступлении. Эйстейн Мейла нашёл неподалёку дом, где попросил крестьянина спрятать его. В ответ крестьянин убил претендента на трон ударом топора.
Согласно английскому источнику, на поле боя погибло около 400 человек. Оставшиеся биркебейнеры бежали в Трёнделаг или на границу со Швецией. Тело Эйстейна было найдено и доставлено королю в Рамнес его людьми. Магнус хотел идентифицировать тело и стал узнавать, мог бы кто-либо опознать Эйстейна. Один раненый биркебейнер, прятавшийся за углом, увидел труп Эйстейна и напал на короля и Орма с топором. Ему удалось ранить Магнуса в плечо и сделать удар в направлении Орма, после чего он был убит множеством брошенных копий.

## Последующие события
После смерти Эйстейна Мейлы движение биркебейнеров находилось в состоянии распада. Большинство повстанцев бежало в Западную Швецию. Вскоре там начала распространяться информация о фарерце по имени Сверре, который, по слухам, был сыном Сигурда Мунна.
После совещаний со своими покровителями, в частности, с Биргером Бросой, биркебейнеры решили сделать Сверре предложение быть их лидером и новым претендентом на трон. В противном случае он был бы убит и его тело было бы послано Эрлингу Скакке в качестве подарка и предложения мира. При такой альтернативе Сверре не смог отказаться и 6 марта 1177 года в Вермланде он был провозглашён новым лидером биркебейнеров и предводителем остатков армии, разбитой при Ре. Сверре оказался хорошим стратегом и под его управлением биркебейнеры выиграли много важных сражений, отомстили за поражение при Ре и добились окончания гражданской войны, а сам Сверре в итоге стал королём всей Норвегии.

## Место битвы

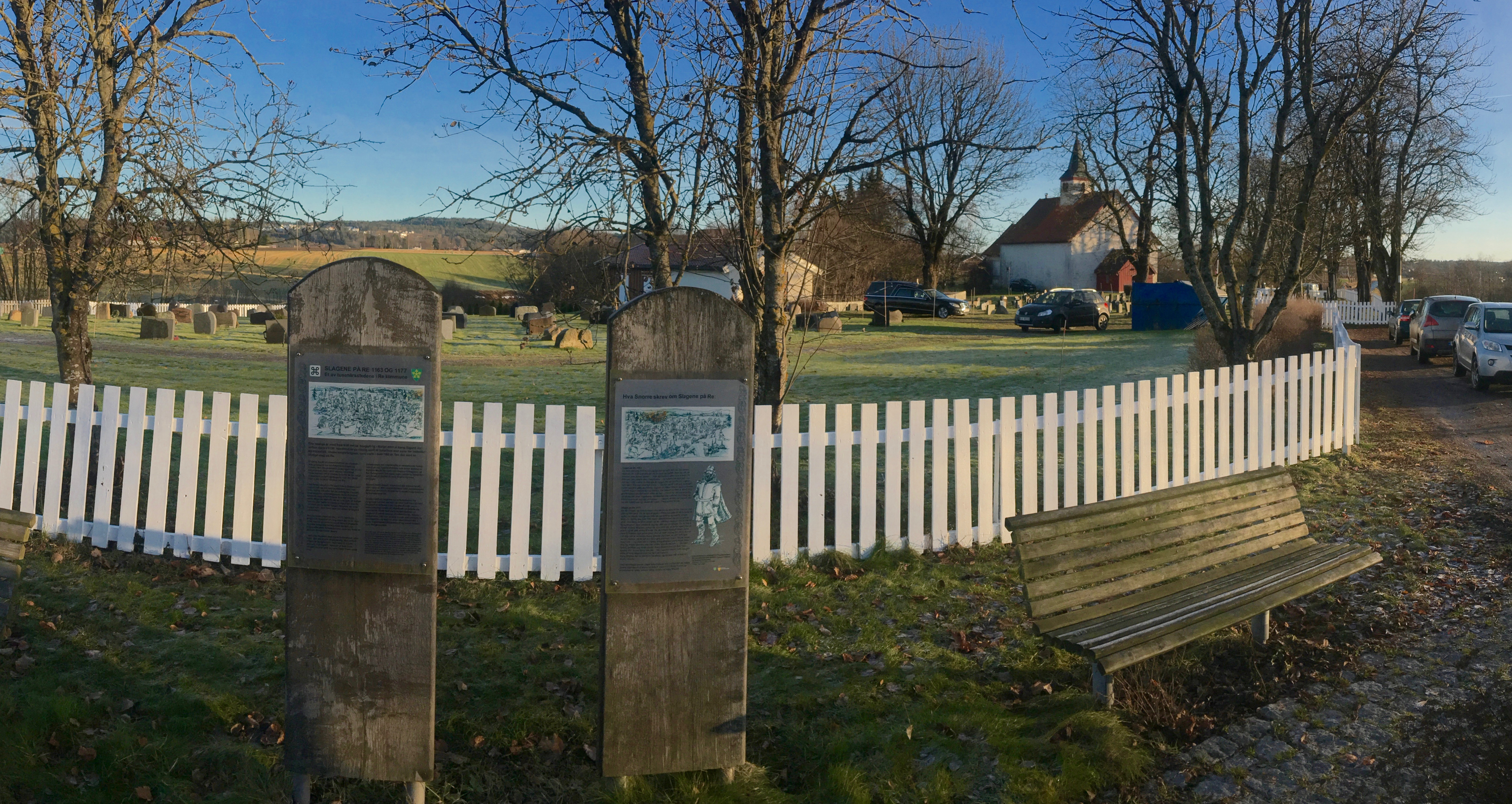
Около церкви в Рамнесе стоят две информационные таблички о битвах при Ре, которые происходили неподалёку от храма в 1163 и 1177 годах

Долгое время точное место битвы оставалось неизвестным. Сделанные в 2010 году на ферме Сёндре Линнестад в Рамнесе археологические находки указывают на то, что обе битвы при Ре происходили неподалёку от этой фермы, к востоку от церкви в Рамнесе.